# Amphineuron attenuatum
Amphineuron attenuatum là một loài thực vật có mạch trong họ Thelypteridaceae. Loài này được (Kuntze) Holttum mô tả khoa học đầu tiên năm 1977.